# Prix Peng !
Les prix PENG ! (allemand : PENG!-Preis), de leur nom complet PENG! – Le prix de bande dessinée munichois (allemand : PENG! – Der Münchner Comicpreis) sont des prix de bande dessinée remis tous les deux ans depuis 2005 lors du festival de bande dessinée de Munich (de).

## Prix actuels

### Prix pour l'ensemble d'une œuvre
Ce prix, appelé « Preis für das Lebenswerk » en allemand, est remis à un auteur allemand pour l'ensemble de son œuvre.
| Année | Nom                  | Dates     |
| ----- | -------------------- | --------- |
| 2007  | Rolf Kauka           | 1917-2000 |
| 2009  | Hansrudi Wäscher     | 1928-2016 |
| 2011  | Helmut Nickel        | 1924-2019 |
| 2013  | Lona Rietschel       | 1933-2017 |
| 2015  | Tomas Bunk           | 1945-     |
| 2017  | Herbert Feuerstein   | 1937-2020 |
| 2019  | Matthias Schultheiss | 1946-     |
| 2021  | Gerhard Seyfried     | 1948-     |
| 2023  | Gudrun Penndorf (de) | 1938-     |

### Meilleure bande dessinée allemande
Ce prix, appelé « Bester deutscher Comic » en allemand, est remis depuis 2007 et la division en quatre zones géographiques du prix de la meilleure bande dessinée (allemand : Bester Comic) remis en 2005.
| Année | Auteur                 | Titre (titre allemand si un titre français existe)                 | Éditeur      |
| ----- | ---------------------- | ------------------------------------------------------------------ | ------------ |
| 2007  | Reinhard Kleist        | Johnny Cash (Cash : I see a darkness)                              | Carlsen      |
| 2009  | Flix                   | Der Swimmingpool des kleinen Mannes                                | Carlsen      |
| 2011  | Isabel Kreitz (d)      | Haarman, le boucher de Hanovre (Haarman)                           | Carlsen      |
| 2011  | Peer Meter (s)         | Haarman, le boucher de Hanovre (Haarman)                           | Carlsen      |
| 2013  | Reinhard Kleist        | Le Boxeur (Der Boxer: Die wahre Geschichte des Hertzko Haft)       | Carlsen      |
| 2015  | Barbara Yelin          | Irmina                                                             | Reprodukt    |
| 2017  | Fil                    | Didi & Stulle Gesamtausgabe                                        | Reprodukt    |
| 2019  | Flix                   | Spirou à Berlin (Spirou in Berlin)                                 | Carlsen      |
| 2021  | Uli Oesterle           | Le Lait paterne (Vatermilch: Die Irrfahrten des Rufus Himmelstoss) | Carlsen      |
| 2023  | Helena Baumeister (de) | oh cupid                                                           | avant-verlag |

### Meilleure bande dessinée européenne
Ce prix, appelé « Bester europäischer Comic » en allemand, est remis depuis 2007 et la division en quatre zones géographiques du prix de la meilleure bande dessinée (allemand : Bester Comic) remis en 2005.
| Année | Auteur                   | Pays                                                                                               | Titre (titre allemand si un titre français existe)                                                               | Éditeur   |
| ----- | ------------------------ | -------------------------------------------------------------------------------------------------- | --- | --------- |
| 2007  | Alessandro Barbucci (ds) | | Monster Allergy                                                                                                  | Ehapa     |
| 2007  | Barbara Canepa (s)       | | Monster Allergy                                                                                                  | Ehapa     |
| 2009  | Émile Bravo              | | Une aventure de Spirou et Fantasio par... : Le Journal d'un ingénu (Spirou: Porträt eines Helden als junger Tor) | Carlsen   |
| 2011  | Juan Diaz Canales (s)    | | Blacksad t. 4 : L'Enfer, le silence (Die Stille, der Hölle)                                                      | Carlsen   |
| 2011  | Juanjo Guarnido (d)      | | Blacksad t. 4 : L'Enfer, le silence (Die Stille, der Hölle)                                                      | Carlsen   |
| 2013  | Luke Pearson             | | Hilda t. 2 : Hilda et le Géant de la nuit (Hilda und der Mitternachtsriese)                                      | Reprodukt |
| 2015  | Étienne Davodeau         | | Le Chien qui louche (Die schielende Hund)                                                                        | Epaha     |
| 2017  | Thierry Smolderen (s)    | | L'Été Diabolik                                                                                                   | Carlsen   |
| 2017  | Alexandre Clérisse (d)   | | L'Été Diabolik                                                                                                   | Carlsen   |
| 2019  | Mathieu Sapin            | Gérard, cinq années dans les pattes de Depardieu (Gérard – Fünf Jahre am Rockzipfel von Depardieu) | Reprodukt |           |
| 2021  | Pascal Bresson (s)       | Beate et Serge Klarsfeld : Un combat contre l'oubli (Beate und Serge Klarsfeld: Die Nazijäger)     | Carlsen |           |
| 2021  | Sylvain Dorange (d)      | Beate et Serge Klarsfeld : Un combat contre l'oubli (Beate und Serge Klarsfeld: Die Nazijäger)     | Carlsen |           |
| 2023  | Igort                    | | Les Cahiers ukrainiens t. 2 : Journal d'une invasion (Berichte aus der Ukraine 2: Tagebuch einer Invasion)       | Reprodukt |

### Meilleure bande dessinée nord-américaine
Ce prix, appelé « Bester nordamerikanischer Comic » en allemand, est remis depuis 2007 et la division en quatre zones géographiques du prix de la meilleure bande dessinée (allemand : Bester Comic) remis en 2005. En 2007 et 2009, il était intitulé « meilleure bande dessinée des USA » (allemand : Bester Comic aus den USA), en 2023 « meilleure bande dessinée de langue anglais » (allemand : Bester Comic aus dem englischen Sprachraum).
| Année | Auteur              | Pays                                                                            | Titre (titre allemand si un titre français existe) | Éditeur                                         |
| ----- | ------------------- | ------------------------------------------------------------------------------- | -------------------------------------------------- | ----------------------------------------------- |
| 2005  | Craig Thompson      |                                                                                 | Blankets, manteau de neige                         | Thomas Tilsner Verlag                           |
| 2007  | Craig Thompson      | Carnet de voyage (Tagebuch einer Reise)                                         | Reprodukt                                          |                                                 |
| 2009  | Adrian Tomine       | Loin d'être parfait (Halbe Wahrheiten)                                          | Reprodukt                                          |                                                 |
| 2011  | Grant Morrison (s)  |                                                                                 | All-Star Superman                                  | Panini                                          |
| 2011  | Frank Quitely (d)   |                                                                                 | All-Star Superman                                  | Panini                                          |
| 2013  | Chris Ware          |                                                                                 | Jimmy Corrigan                                     | Reprodukt                                       |
| 2015  | Richard McGuire     | Ici                                                                             | DuMont (de)                                        |                                                 |
| 2017  | Paul Dini (s)       | Dark Night : Une histoire vraie (en) (Dark Night: Eine wahre Batman-Geschichte) | Panini                                             |                                                 |
| 2017  | Eduardo Risso (d)   | Dark Night : Une histoire vraie (en) (Dark Night: Eine wahre Batman-Geschichte) | Panini                                             |                                                 |
| 2019  | Sean Murphy         |                                                                                 | Panini                                             | Batman: White Knight (Batman: Der Weiße Ritter) |
| 2021  | George Takei (s)    | Nous étions les ennemis (They Called Us Enemy)                                  | Cross Cult (de)                                    |                                                 |
| 2021  | Justin Eisinger (s) | Nous étions les ennemis (They Called Us Enemy)                                  | Cross Cult (de)                                    |                                                 |
| 2021  | Steven Scott (s)    | Nous étions les ennemis (They Called Us Enemy)                                  | Cross Cult (de)                                    |                                                 |
| 2021  | Harmony Becker (d)  | Nous étions les ennemis (They Called Us Enemy)                                  | Cross Cult (de)                                    |                                                 |
| 2023  | Dave McKean         | RAPTOR                                                                          | Cross Cult (de)                                    |                                                 |

### Meilleure littérature secondaire
Ce prix, appelé « Beste Sekundärliteratur » en allemand, est remis depuis 2005 à un spécialiste de la bande dessinée ou une revue d'étude de la bande dessinée. Cette année-là, il était appelé « meilleur auteur ou journaliste spécialisé dans la bande dessinée » (allemand : Bester Comicfachautor/Comicfachjournalist.
| Année | Auteur               | Pays                                  | Titre (titre allemand si un titre français existe) | Éditeur                               |
| ----- | -------------------- | ------------------------------------- | -------------------------------------------------- | ------------------------------------- |
| 2005  | Volker Hamann (dir.) |                                       | Reddition (de)                                     | Edition Alfons / Verlag Volker Hamann |
| 2007  | Volker Hamann (dir.) |                                       | Reddition (de)                                     | Edition Alfons / Verlag Volker Hamann |
| 2009  | Scott McCloud        |                                       | Faire de la bande dessinée (Comics machen)         | Carlsen                               |
| 2011  | Paul Levitz          | 75 Jahre DC-Comic                     | Taschen                                            |                                       |
| 2013  | Burkhard Ihme        |                                       | Comic! Jahrbuch                                    | ICOM (de)                             |
| 2015  | Roy Thomas           |                                       | 75 Jahre Marvel                                    | Taschen                               |
| 2017  | Eckart Sackmann      |                                       | Deutsche Comicforschung                            | comicplus+ (de)                       |
| 2019  | Lars Banhold         | Batman: Re-Konstruktion eines Helden  | Christian A. Bachmann Verlag                       |                                       |
| 2021  | Alexander Braun      | Will Eisner : Graphic Novel Godfather | avant-verlag                                       |                                       |
| 2023  | Alexander Braun      | The Katzenjammer Kids                 | avant-verlag                                       |                                       |

### Meilleure réédition d'un classique
Ce prix, appelé « Beste Neuveröffentlichung eines Klassikers  » en allemand, est remis depuis 2005 pour la réédition d'une bande dessinée classique. Cette année-là, il était appelé « meilleure édition en allemand d'un classique de la bande dessinée » (allemand : Beste deutschsprachige Veröffentlichung eines Comicklassikers.
| Année | Auteur                       | Pays                                                          | Titre (titre allemand si un titre français existe) | Éditeur            |
| ----- | ---------------------------- | ------------------------------------------------------------- | -------------------------------------------------- | ------------------ |
| 2005  | Will Eisner                  |                                                               | Spirit Archive                                     | Salleck (de)       |
| 2007  | Charles M. Schulz            | Peanuts Werkausgabe                                           | Carlsen                                            |                    |
| 2009  | Alan Moore                   |                                                               | Watchmen Absolute Edition                          | Panini             |
| 2009  | Dave Gibbons                 |                                                               | Watchmen Absolute Edition                          | Panini             |
| 2011  | Hal Foster                   |                                                               | Prinz Eisenherz Gesamtausgabe                      | Bocola (de)        |
| 2013  | Hal Foster                   | Tarzan Sonntagsseiten                                         |                                                    | Bocola (de)        |
| 2013  | Burne Hogarth                | Tarzan Sonntagsseiten                                         |                                                    | Bocola (de)        |
| 2015  | Hans Georg Hillmann (de)     |                                                               | Fliegenpapier                                      | avant-verlag       |
| 2017  | Héctor Germán Oesterheld (s) |                                                               | L'Éternaute                                        | avant-verlag       |
| 2017  | Francisco Solano López       |                                                               | L'Éternaute                                        | avant-verlag       |
| 2019  | Alex Raymond                 |                                                               | Rip Kirby : Die kompletten Comicstrips             | Bocola Verlag (de) |
| 2021  | Winsor McCay                 | Winsor McCays Little Nemo Gesamtausgabe (éd. Alexander Braun) | Taschen                                            |                    |
| 2021  | George Herriman              | George Herrimans "Krazy Kat" (éd. Alexander Braun)            | Taschen                                            |                    |
| 2023  | Alan Moore                   | Swamp Thing                                                   | Panini                                             |                    |

### Services rendus à la culture bande dessinée munichoise
Ce prix, appelé « Besondere Leistungen für die Münchner Comic-Kultur » de 2007 à 2017 et « Besondere Leistungen für die Münchner Comic-Szene » en 2019 et 2021, récompense une personne ayant contribué à la promotion de la bande dessinée à Munich.
| Année | Lauréat(s)                                               |
| ----- | -------------------------------------------------------- |
| 2007  | Fredi Öttl                                               |
| 2009  | Wolfgang J. Fuchs                                        |
| 2009  | Reinhold Reitberger (de)                                 |
| 2011  | Ralf Palandt (de)                                        |
| 2011  | Gerhard Schlegel (de)                                    |
| 2013  | Herbert Meiler                                           |
| 2015  | Eckart Schott (Salleck Publications (de))                |
| 2017  | Comicaze (magazine gratuit)                              |
| 2019  | Hans-Georg Küppers (germaniste)                          |
| 2021  | Sabine Rinberger (directrice du musée Valentin-Karlsadt) |

## Anciens prix

### Meilleure adaptation cinématographique d'une bande dessinée
Ce prix, appelé « Beste Comicverfilmung » en allemand, récompense un film adapté d'une bande dessinée.
| Année | Titre                               | Réalisateur(s)                          | Œuvre adaptée                                         |
| ----- | ----------------------------------- | --------------------------------------- | ----------------------------------------------------- |
| 2005  | American Splendor                   | Robert Pulcini et Shari Springer Berman | American Splendor, de Harvey Pekar                    |
| 2007  | Sin City                            | Robert Rodriguez et Frank Miller        | Sin City, de Frank Miller                             |
| 2009  | The Dark Knight : Le Chevalier noir | Christopher Nolan                       | Batman                                                |
| 2011  | Kick-Ass                            | Matthew Vaughn                          | Kick-Ass de Mark Millar et John Romita Jr.            |
| 2013  | Avengers                            | Joss Whedon                             | Les Vengeurs, de Stan Lee et Jack Kirby               |
| 2015  | Les Gardiens de la Galaxie          | James Gunn                              | Gardiens de la Galaxie, de Dan Abnett et Andy Lanning |

### Meilleur manga
Ce prix, appelé « Bester Manga » en allemand, est remis depuis 2007 et la division en quatre zones géographiques du prix de la meilleure bande dessinée (allemand : Bester Comic) remis en 2005. De 2011 à 2015, il a été intitulé « meilleur manga du Japon ou d'Asie orientale » (allemand : Bester Manga aus Japan/Ostasien) pour le différencier du prix du « meilleur manga allemand ». Il n'a pas été remis en 2019.
Tous les lauréats de ce prix sont japonais.
| Année | Auteur(s)           | Titre (titre allemand si un titre français existe) | Éditeur  |
| ----- | ------------------- | -------------------------------------------------- | -------- |
| 2007  | Tsugumi Ōba (s)     | Death Note                                         | Tokyopop |
| 2007  | Takeshi Obata (d)   | Death Note                                         | Tokyopop |
| 2009  | Masashi Kishimoto   | Naruto                                             | Carlsen  |
| 2011  | Eiichirō Oda        | One Piece                                          | Carlsen  |
| 2013  | Isuna Hasekura (s)  | Spice and Wolf                                     | Panini   |
| 2013  | Keito Kōme (ja) (d) | Spice and Wolf                                     | Panini   |
| 2015  | Jirō Taniguchi      | Le Gourmet solitaire (Der Gourmet)                 | Carlsen  |
| 2017  | Kore Yamazaki       | The Ancient Magus Bride (Die Braut des Magiers)    | Tokyopop |

### Meilleur manga allemand
| Année | Auteur(s)            | Titre                             | Éditeur  |
| ----- | -------------------- | --------------------------------- | -------- |
| 2011  | Anna Hollmann (de)   | Stupid Story (de)                 | Tokyopop |
| 2013  | Anike Hage (de)      | Grimms Manga Sonderband           | Tokyopop |
| 2013  | Anna Hollmann        | Grimms Manga Sonderband           | Tokyopop |
| 2013  | Kei Ishiyama         | Grimms Manga Sonderband           | Tokyopop |
| 2013  | Misaho Kujiradou     | Grimms Manga Sonderband           | Tokyopop |
| 2013  | Mikiko Ponczeck (de) | Grimms Manga Sonderband           | Tokyopop |
| 2013  | Inga Steinmetz (de)  | Grimms Manga Sonderband           | Tokyopop |
| 2013  | Luisa Velontrova     | Grimms Manga Sonderband           | Tokyopop |
| 2013  | Nina Werner (de)     | Grimms Manga Sonderband           | Tokyopop |
| 2013  | Reyhan Yildirim (de) | Grimms Manga Sonderband           | Tokyopop |
| 2015  | David Füleki         | 78 Tage auf der Straße des Hasses | Tokyopop |

### Meilleure bande dessinée en ligne allemande
Ce prix, appelé « Bester deutscher Online-Comic » en allemand, est remis depuis 2011. Il n'a pas été remis en 2019.
| Année | Auteur               | Titre                           | Site |
| ----- | -------------------- | ------------------------------- | ---- |
| 2011  | Sarah Burrini        | Das Leben ist kein Ponyhof (de) |      |
| 2015  | Johannes Kretzschmar | Beetlebum                       |      |
| 2017  | Maxim C. Seehagen    | Herrmann Comix                  |      |

### Autres
- Performance spéciale d'un éditeur (Besondere Leistung eines Verlegers) :
  - 2005 : Eckart Schott, de Salleck Publications
- Meilleur lettreur (Bester Letterer)
  - 2005 : Dirk Rehm, pour Les Années Spoutnik (Die Sputnik-Jahre) de Baru
- Meilleur reportage en bande dessinée (Beste Comic-Berichterstattung)
  - 2013 : Gerhard Förster, pour ses histoires dans Die Sprechblase (de)
  - 2015 : Lars von Törne, pour ses histoires dans Der Tagesspiegel
- Prix exceptionnel (Sonderpreise)
  - 2023 : Timur Vermes et Rainer Schneider